# Valeria (telenowela)
Valeria (hiszp. Ricos y famosos) – argentyńska telenowela emitowana w latach 1997-1998. W rolach głównych wystąpili Natalia Oreiro i Diego Ramos. Telenowela liczy 175 odcinków. Piosenkę przewodnią "Dos Almas" śpiewa Victor Heredia.

## Fabuła
Historia miłości Diega i Valerii. Ich rodziny nienawidzą się nawzajem. Ojciec Diega, Luciano poprzez wrogie czyny doprowadza do tego, iż Alberto Garcia Mendez – ojciec Valerii trafia do więzienia. Diego i Valeria starają się walczyć z przeciwnościami losu, aby obronić swoją miłość. Po pewnym czasie pojawia się Berta, która podaje się za Mercedes - zmarłą żonę Luciana Salerno. Jej celem jest zemsta na swoim mężu. Próbuje dowieść zbrodni, którą popełnił na jej siostrze bliźniaczce. Berta wraz z córką Monicą zamieszkują w rezydencji Salerno i odkrywają prawdę, co tak naprawdę stało się z Mercedes.

## Wersja polska
W Polsce telenowela była emitowana w telewizji TVN w 2000 roku pod tytułem Valeria. Opracowaniem wersji polskiej zajęło się ITI Film Studio na zlecenie TVN. Autorem tekstu była Marta Śliwińska. Lektorem serialu był Jacek Brzostyński. Niestety zostało wyemitowanych tylko 90 odcinków z liczącej 175 odcinków oryginalnej telenoweli.

## Obsada
- Natalia Oreiro – Valeria García Méndez de Salerno
- Diego Ramos – Diego Salerno Ortigoza
- Antonio Grimau – Alberto García Méndez
- Óscar Ferreiro – Luciano Salerno
- Norberto Díaz – Darío Servente
- Jessica Schultz – Elena Flores
- Cecilia Maresca – Berta Ortigoza de Marco / Mercedes Ortigoza de Salerno
- Graciela Pal – Olga
- Karina Buzeki – Sabrina Servente
- Silvia Baylé - Rosa
- Lorena Paola – Teresita
- Betina O'Connell – Trinidad 'Trini' Echeverri
- Segundo Cernadas – Agustín García Méndez
- Juan Ignacio Machado – Rubén Fernández
- Celina Font – Mónica de Marco
- Raúl Florido – Fermín
- Carina Zampini – Dr. Carla Lucero
- María de los Ángeles Medrano – Paula Montes
- Jorge Schubert – Pablo Monteagudo
- Dolores Fonzi – Yoli
- Elizabeth Killian – Martha de García Méndez
- Pablo Patlis - Marcos Peralta
- Victor Bruno - Chávez
- Juan Vitali - Julio Romero
- Rubén Maravini - Inspektor Arévalo
- Paola Papini - Irene
- Tatiana Belén Flinn - Malena Salerno García
- Silvina Rada - Jazmin Servente
- Leonardo Calandra – Tico
- Diego Olivera – Julián